# Robert Frazer
Robert W. Frazer (Worcester, Massachusetts, 29. lipnja 1891. - Los Angeles, Kalifornija, 17. kolovoza 1944.), američki glumac koji se pojavio u nekih 200 filmova iz 1910-ih godina sve do svoje smrti 1940-ih zbog leukemije. Godine 1912. imao je glavnu ulogu u Robinu Hoodu, (nijemi film).